# Cherie Booth
Cherie, Lady Blair, CBE, KC (de soltera Booth;  Bury Lancashire, Reino Unido, 23 de septiembre de 1954), también conocida profesionalmente como Cherie Booth, es una abogada y escritora inglesa. Está casada con el ex primer ministro del Reino Unido, Tony Blair.

## Vida y educación
Booth nació el 23 de septiembre de 1954 en el Fairfield General Hospital, Bury, Lancashire, Inglaterra, y se crio en Ferndale Road, Waterloo, Merseyside, justo al norte de Liverpool. Aunque su nacimiento se registró como 'Cherie', debido a la influencia de su abuela materna, fue bautizada como 'Theresa Cara' en deferencia al requisito de que se le diera el nombre de una santa.  Su padre, el actor británico Tony Booth, dejó a su madre, la actriz Gale Howard (de soltera Joyce Smith; 14 de febrero de 1933 - 5 de junio de 2016), cuando Cherie tenía 8 años. Cherie y su hermana menor Lyndsey fueron criadas por Gale y su abuela paterna Vera Booth, una devota católica de ascendencia irlandesa. Las hermanas asistieron a escuelas católicas en Crosby, Merseyside. Cherie Booth asistió a Seafield Convent Grammar, que ahora es parte de Sacred Heart Catholic College, donde obtuvo cuatro A en sus A Levels.
Estudió derecho en la London School of Economics y se graduó con honores de primera clase. Más tarde se matriculó en la Facultad de Derecho y aprobó su Curso Vocacional de Abogados. Llegó a la cima de su año en los exámenes de la barra, mientras enseñaba derecho en el Politécnico del Centro de Londres (Universidad de Westminster), se presentó a las elecciones generales británicas, perdiendo ante Roger Gale.

## Vida profesional
Como miembro de Lincoln's Inn, se convirtió en abogada en 1976 y en Queen's Counsel en 1995. Hasta 1988, su jefe de cámara fue George Carman. En 1999, fue nombrada registradora (juez permanente a tiempo parcial) en el Tribunal del Condado y el Tribunal de la Corona.
Fue miembro fundadora de Matrix Chambers en Londres, pero ya no ejerce allí. Matrix se formó en 2000 y se especializa en derechos humanos, aunque los miembros también ejercen en una variedad de áreas del derecho público y privado del Reino Unido, el derecho de la Unión Europea y la Convención Europea de Derechos Humanos, además del derecho internacional público. Es fundadora y presidenta del bufete de abogados Omnia Strategy LLP. Se especializa en derecho laboral, discriminación, así como en derecho público; en esta capacidad, ocasionalmente ha representado a demandantes que presentan casos contra el gobierno del Reino Unido.
Blair ha aparecido en varios casos destacados. Un ejemplo notable, Lisa Grant v South West Trains Ltd, ante el Tribunal de Justicia de las Comunidades Europeas se refería a la discriminación por motivos de orientación sexual.
En enero del 2010, al sentenciar a un acusado, Shamso Miah, por agresión, Blair anunció que suspendería su sentencia de prisión después de describirlo como un "hombre religioso". El tribunal escuchó que Miah había estado en una mezquita poco antes de romperle la mandíbula a un hombre después de una fila en la cola de un banco. Blair le dijo a Miah: "Eres un hombre religioso y sabes que este no es un comportamiento aceptable". Esto fue interpretado por algunos observadores como una indulgencia especial otorgada debido a la religiosidad del criminal. La Oficina de Quejas Judiciales emitió un comunicado inicial diciendo que había "recibido una serie de quejas en relación con los comentarios" que Blair había hecho al sentenciar a Shamso Miah y que el asunto estaba bajo investigación.  El 10 de junio de 2010, la OJC emitió un comunicado en el que decía que la investigación había "encontrado que las observaciones de Recorder Booth no constituían una mala conducta judicial" y, en consecuencia, "no es necesaria ninguna acción disciplinaria". Sin embargo, una carta privada a la Sociedad Nacional Secular decía que la OJC había tomado medidas en forma de "consejo informal" de un juez de mayor rango.
En 2015, Blair defendió al jefe de espionaje de Ruanda, Emmanuel Karenzi Karake, contra las acusaciones de que había conspirado para asesinar a tres trabajadores de una ONG española y a un sacerdote canadiense. Karake supuestamente lo había hecho porque los trabajadores sabían que el Frente Patriótico Ruandés estaba matando a civiles hutu en la República Democrática del Congo.
Blair lanzó una empresa llamada Mee Healthcare con un socio comercial estadounidense, Gail Lese, en 2011. En junio de 2015, dejó de operar y todo el personal fue despedido sin previo aviso.
En 2021, Blair trabajó como asesora de ética para la firma de seguridad israelí NSO Group.

## Carrera académica
Blair fue la tercera canciller de la Universidad John Moores de Liverpool de 1999 a 2006. El 26 de julio de 2006, recibió el título honorífico de canciller emérita, y la universidad nombró honoríficamente su nuevo edificio Cherie Booth. También es gobernadora de la London School of Economics y de la Open University. El 2 de marzo de 2011, Blair fue nombrada rectora de la Universidad Asiática para Mujeres.
Blair es invitada regularmente a hablar en conferencias legales y de liderazgo, y en el pasado participó en el World Law Forum, ET Women's Forum, Yidan Prize Summit y Commonwealth Africa Summit, entre otros.

## Vida personal

### Familia
En 1976, mientras estudiaba para convertirse en abogada, conoció al futuro primer ministro y esposo Tony Blair. Obtuvo un pupilaje en las cámaras de Derry Irvine antes que él, aunque él también fue contratado. Casados el 31 de marzo de 1980, los Blair tienen tres hijos y una hija: Euan (nacido en 1984), Nicholas (nacido en 1985), Kathryn (nacido en 1988) y Leo (nacido en el 2000).
Leo fue el primer hijo nacido de la esposa de un primer ministro británico en servicio en más de 150 años, desde que Rollo Russell nació de Lady Frances Elliot-Murray-Kynynmound y Lord John Russell el 11 de julio de 1849. Otro embarazo a la edad de 47 años terminó. sufrió un aborto espontáneo a principios de agosto del 2002. Los niños de Blair asistieron a escuelas secundarias católicas, incluida The London Oratory School. Los cuatro niños tienen pasaportes irlandeses, en virtud de la madre de Tony Blair, Hazel Elizabeth Corscadden, protestante, hija de George Corscadden, carnicero y Orangeman que se mudó a Glasgow en 1916 pero regresó a Ballyshannon en 1923, donde nació Hazel de George. y Sarah Margaret (de soltera Lipsett), encima de la tienda de comestibles de su familia.  A través de su padre, Blair y su hermana menor, Lyndsey, tienen seis medias hermanas, incluida la periodista británica Lauren Booth. Su primer nieto, nació en el 2015.

### Puntos de vista políticos y religiosos
Blair se ha descrito a sí misma como socialista y, en ocasiones, parece tener puntos de vista más a la izquierda que los de su marido. En marzo de 2008, presidió la Comisión de Armas Callejeras en nombre de la emisora Channel 4. Realizó una gira por el Reino Unido y tomó testimonio de las personas afectadas por la delincuencia callejera y publicó un informe y consejos prácticos en junio de 2008.
Ella es una católica romana practicante. En el 2009, Blair instó a la Iglesia Católica a reconsiderar su oposición a la anticoncepción, sugiriendo que podría estar impidiendo que algunas mujeres sigan una carrera.
En Decision Points, la autobiografía de George W. Bush de 2010, se describe brevemente a Blair como una feroz opositora a la Pena de muerte.

## Textos citados
- Blair, Cherie (2008). Speaking for Myself: The Autobiography. Little Brown. ISBN 978-1-4087-0098-3.